# Tom Vandervee
Tom Vandervee (19 september 1970) is een Belgisch voetbalcoach en voormalig voetballer.

## Spelerscarrière
Tom Vandervee sloot zich reeds op jonge leeftijd aan bij Lommel SK. Eind jaren 1980 debuteerde hij in het eerste elftal van de toenmalige tweedeklasser. Als verdediger maakte hij in die dagen deel uit van een elftal bestaande uit hoofdzakelijk Limburgse spelers zoals Philip Haagdoren, Vital Vanaken, Marnik Bogaerts en Peter Maes. 
In het seizoen 1991/92 speelde hij met Lommel kampioen, waardoor de club naar de Eerste Klasse promoveerde. Met spelers als Harm van Veldhoven, Khalilou Fadiga, Ronny Van Geneugden, Mirek Waligora, Marc Hendrikx en Jacky Mathijssen groeide Lommel zelfs uit tot een subtopper. In het seizoen 1996/97 eindigde Vandervee met Lommel op de vijfde plaats.
Nadien maakte de toen 27-jarige verdediger de overstap naar Germinal Ekeren. In zijn eerste maanden voor de club mocht hij deelnemen aan de Supercup. Daarin verloor hij met Ekeren van landskampioen Lierse SK. Nadien kwam hij met de Antwerpse club ook vier keer in actie in de UEFA Cup. Vandervee zou dat seizoen met Ekeren op de derde plaats eindigen in de competitie. In zowel 1998 als 1999 bereikte hij met zijn ploeggenoten ook de finale van de Ligabeker.
In 1999 tekende Vandervee een contract bij het AA Gent van trainer Trond Sollied. Hij kwam er amper aan spelen toe en besloot na het seizoen een stap terug te zetten. In de daaropvolgende jaren kwam hij in de lagere divisies nog uit voor Verbroedering Geel, Overpelt-Fabriek en Verbroedering Geel-Meerhout.

## Trainerscarrière
Na zijn spelerscarrière ging Vandervee aan de slag als trainer. In 2010 volgde hij Johan Houben, zijn trainer van bij Verbroedering Geel-Meerhout, naar vierdeklasser Overpeltse VV. Vandervee was er een jaar assistent-trainer. Vervolgens ging hij als assistent-coach aan de slag bij Lommel United, de fusieclub die was voortgevloeid uit zijn ex-clubs Lommel SK en Overpelt-Fabriek.
Medi 2020 werd Vandervee aan de kant geschoven als assistent van Lommel. Daarop trainde hij een tijdje de U18 van Lommel, tot Bocholt VV hem in oktober 2021 een kans gaf als hoofdtrainer. In zijn eerste seizoen als hoofdtrainer greep hij net naast de eindronde voor promotie: Bocholt eindigde in de Tweede afdeling VV B zesde op slechts één punt van SV Belisia Bilzen.
In de zomer van 2022 moest Vandervee afscheid nemen van onder andere Christophe Bertjens, Andy Peeters, Ruben Janssen en de broers Ruben en Wouter Scheelen. Bocholt trok in het tussenseizoen wel onder andere Yannick Vandersmissen, Toon Lenaerts, Jordy Mathei en Seppe Brulmans aan. Op een bepaald moment telde de A-kern van Bocholt dertien spelers die een verleden hadden bij Lommel SK. In de Beker van België schakelde Bocholt in augustus 2022 het één reeks hoger spelende KVK Ninove uit, om vervolgens pas na verlengingen te kraken tegen profclub KMSK Deinze. In de competitie presteerde Bocholt behoorlijk wisselvallig. De club begon aan het seizoen met 1 op 9, boekte driemaal een 9 op 9, maar had ook mindere momenten. Uitgerekend na een sterke reeks – 12 op 15 sinds begin december – kreeg Vandervee in januari 2023 te horen dat de samenwerking op het einde van het seizoen 2022/23 zou worden stopgezet. Kort ervoor was er nog sprake geweest van een mogelijke contractverlenging. Bocholt eindigde uiteindelijk negende met 49 punten, nauwelijks minder dan de vooropgestelde 50 punten.
Eind september 2023 werd Vandervee de nieuwe trainer van eersteprovincialer KVK Beringen, waar hij de opvolger werd van Kurt Van De Paar. Met Romero Regales en Daniele Zotti kwam hij er twee oude bekenden van bij Bocholt tegen.